# غراند جنكشن (كولورادو)
غراند جنكشن (بالإنجليزية: Grand Junction, Colorado)‏ هي مدينة تقع في مقاطعة ميسا بولاية كولورادو في الولايات المتحدة. تبلغ مساحتها 100 (كم²)، وترتفع عن سطح البحر 1397 م، بلغ عدد سكانها 58704 نسمة في عام 2011 حسب إحصاء مكتب تعداد الولايات المتحدة .

## أعلام
- ريبيكا وارد
- فيرونا بوركهارد
- بين هوفمان
- والتر ووكر
- فرد إم. وينر
- سفين إريك هولمز
- جيمي سيرانو
- بن غارلاند
- راي بوغز
- بيل إيفانز

## وصلات خارجية
- City of Grand Junction